# Фоссати, Хорхе Даниэль
Хо́рхе Даниэ́ль Фосса́ти Лура́чи (исп. Jorge Daniel Fossati Lurachi, род. 22 ноября 1952, Монтевидео) — уругвайский футболист и футбольный тренер. Выступал на позиции вратаря. Большую часть своей карьеры провёл в столичном «Пеньяроле». Также выступал за такие аргентинские клубы, как «Индепендьенте» и «Росарио Сентраль». В 2009 году был главным тренером ЛДУ Кито, с которым выиграл Южноамериканский кубок.

## Игровая карьера

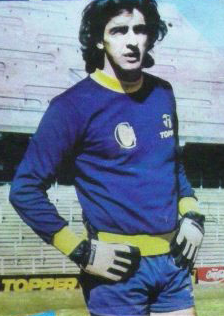
Фоссати в 1986 году, в форме «Росарио Сентраля»

Хорхе Фоссати начал профессиональную карьеру в 1969 году в составе «Рамплы Хуниорс». В 1972 году выступал за «Сентраль Эспаньол», после чего перешёл в «Пеньяроль». В составе «ауринегрос» выиграл значительную часть своих титулов — пять раз становился чемпионом Уругвая.
В сезоне 1980/81 выступал за аргентинский «Индепендьенте», после чего регулярно менял команды — он играл за колумбийский «Мильонариос», парагвайскую «Олимпию» и чилийский «Грин Кросс — Темуко». С 1984 по 1987 год играл за «Росарио Сентраль». В составе «железнодорожников» стал чемпионом Второго дивизиона в 1985 году, а в сезоне 1986/87 — и чемпионом Аргентины.
Провёл три матча за сборную Уругвая.

## Тренерская карьера
После завершения своей футбольной карьеры Фоссати стал футбольным тренером. Он тренировал такие уругвайские клубы, как «Ривер Плейт» (Монтевидео), «Пеньяроль», «Данубио», и иностранные — парагвайский «Серро Портеньо», аргентинский «Колон» из Санта-Фе и эквадорский ЛДУ Кито.
В 2004 году Хорхе Фоссати был назначен главным тренером сборной Уругвая. Проведя с ней отборочный цикл к Чемпионату мира 2006 года в Германии и не добившись приемлемого результата (сборная Уругвая проиграла в стыковых матчах сборной Австралии), Фоссати был вынужден уйти в отставку.
В 2006 году он получил предложение поработать с действующим на тот момент чемпионом Катара — клубом «Аль-Садд». За год работы в команде Хорхе Фоссати смог привести её к 11-му в истории чемпионству. Затем он тренировал сборную Катара, сменив на этом посту Джемалудина Мушовича.
В 2009 году Фоссати привёл эквадорский ЛДУ к победе в Рекопе и Южноамериканском кубке. 13 декабря 2009 года было объявлено о подписании Фоссати годичного контракта с бразильским «Интернасьоналом». Уругвайский специалист вывел команду в полуфинал Кубка Либертадорес в 2010 году, но был отправлен в отставку из-за неудачных результатов на внутренней арене. Впоследствии под руководством Селсо Рота «Интер» выиграл турнир.
В последующие годы в основном работал на Ближнем Востоке, но дважды тренировал южноамериканские команды. Так, в 2012 году выиграл с «Серро Портеньо» чемпионат Парагвая (Апертуру), а в 2014 года работал с «Пеньяролем».

## Титулы и достижения

### В качестве игрока
- Чемпион штата Санта-Катарина: 1988
- Чемпион Уругвая (5): 1973, 1974, 1975, 1978, 1979
- Чемпион Парагвая: 1983
- Чемпион Аргентины: 1986/87

### В качестве тренера
- Чемпион Уругвая: 1996
- Чемпион Парагвая: Ап. 2012
- Чемпионат Эквадора: 2003
- Чемпионат Катара (2): 2006/07, 2015/16
- Кубок эмира Катара: 2007
- Кубок наследного принца Катара (2): 2006, 2007
- Кубок шейха Яссима: 2007
- Обладатель Кубка Либертадорес: 2010 (ушёл в отставку после 1/4 финала)
- Обладатель Южноамериканского кубка: 2009
- Обладатель Рекопы: 2009
- Победитель Лиги чемпионов АФК: 2011